# كوينكا دي كامبوس
كوينكا دي كامبوس (بالإسبانية: Cuenca de Campos)‏ هي بلدية في إسبانيا في منطقة تييرا دي كامبوس في مقاطعة بلد الوليد، وهي منطقة تتمتع بالحكم الذاتي في قشتالة وليون. تبلغ مساحتها 47.93 كيلومتر مربع (18.51 ميل مربع) ويبلغ عدد سكانها 272 نسمة في عام 2012.